# Rezervație naturală

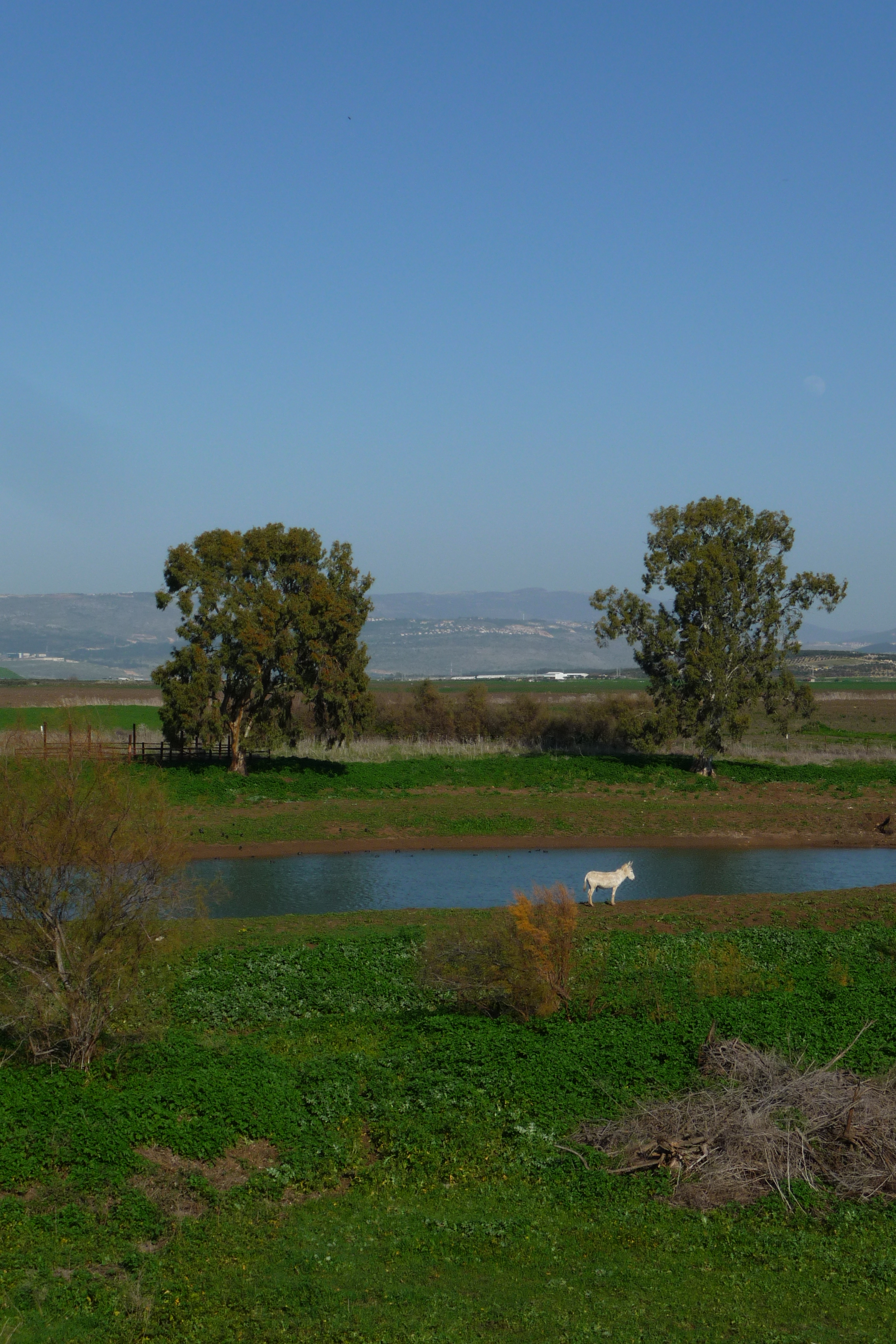
Rezervație naturală

Rezervația naturală este o arie în care întregul cadru natural sau anumite exemplare floristice, faunistice sau geologice sunt ocrotite de lege. Sunt protejate, pentru conservarea lor, ecosisteme, specii de plante sau de animale, elemente geologice etc. de interes științific sau peisagistic.

## Tipuri de rezervații naturale
Rezervațiile naturale se pot împărți în următoarele categorii:
1. Rezervații botanice (floristice)
2. Rezervații zoologice (faunistice), inclusiv refugiile ornitologice
3. Rezervații geologice - geomorfice, paleontologice (puncte sau locuri fosilifere)
4. Rezervații speologice
5. Rezervații peisagistice[3]
6. Rezervații mixte
7. Rezervații de zonă umedă
8. Rezervații de resurse genetice

Cele mai multe rezervații  au un caracter complex.

## Rezervații naturale în lume

### Australia
În Australia, rezervația naturală este tipul de arie protejată utilizat în jurisdicțiile Australian Capital Territory, Noul Wales de Sud, Tasmania și Australia de Vest. Termenul de „rezervație naturală” este definit în statutele relevante utilizate de fiecare juristicție în parte, nu există norme reglementate de un singur statut național 

### Brazilia
În Brazilia rezervațiile naturale se clasifică în stații ecologice și rezervații biologice și sunt sub controlul Sistemului național de unități de conservare. Obiectivele lor principale sunt conservarea faunei și florei și a altor atribute naturale, excluzând interferența directă cu omul.  

### Egipt
Există 30 de rezervații naturale în Egipt, care acoperă 12% din suprafața totală a țării.